# Роки
Роки (енгл. Rocky) је амерички спортски драмски филм из 1976. године у режији Џона Џ. Авилдсена, према сценарију Силвестера Сталонеа, док су продуценти филма били Ирвин Винклер и Роберт Чартоф. Прво је остварење у франшизи Роки, а насловну улогу тумачи Сталоне, док су у осталим улогама Талија Шајер, Берт Јанг, Карл Ведерс и Берџес Мередит. Радња филма прати Рокија Балбоу (Сталоне), сиромашног аматерског боксера и утеривача дугова, који добија јединствену шансу да се бори на светском првенству у тешкој категорији против Апола Крида (Ведерс).
Развој филма је почео у марту 1975, након што је Сталоне написао сценарио за три дана. Уследио је у компликован продукцијски процес након што је Сталоне одбио да дозволи снимање филма без њега у главној улози; United Artists је на крају пристао да му да насловну улогу након што је овај одбио шестоцифрени уговор за филмска права. Главно снимање је почело у јануару 1976. године, а филм је првенствено снима у Филаделфији; неколико локација приказаних у филму, попут Рокијевих степеница, данас се сматрају културним знаменитостима. Са процењеним продукцијским буџетом који је износио мање од милион долара, Роки је популаризовао теме америчког сна и аутсајдера који постижу успех у спортским филмовима.
Филм је премијерно приказан 20. новембра 1976. у Њујорку, док је у америчким биоскопима објављен 3. децембра исте године. Са зарадом од 225 милиона долара, најгледанији је филм године и једини такав у Сталонеовој каријери. Добио је позитивне рецензије критичара, који су нарочито похвалили сценарио, глуму, режију, музику, фотографију и монтажу. Био је номинован за десет Оскара, а освојио је три: за најбољи филм, најбољу режију и најбољу монтажу. Многи листови су га прогласили једним од најбољих филмова свих времена.
Конгресна библиотека је 2006. одабрала филм за чување у Националном регистру филмова Сједињених Држава због „културног, историјског или естетског значаја”. Први од наставака, Роки 2, премијерно је приказан 1979. године.

## Радња
Године 1975, светски боксерски шампион у тешкој категорији, Аполо Крид, планира да одржи меч за титулу у Филаделфији током предстојеће двестогодишњице Сједињених Држава. Међутим, пет недеља пре дана борбе је обавештен да његов противник није у могућности да се такмичи због повреде руке и да су све остале потенцијалне замене или заузете или да не могу да уђу у форму на време. Пошто је већ много уложио у борбу, Крид одлучује да локалном такмичару пружи шансу да га изазове.
Крид бира Рокија Балбоу, италијанско-америчког боксера који се бори првенствено у малим теретанама и ради као утеривач дугова, због његовог надимка „Италијански Пастув”. Роки се бори у локалном борилачком клубу у Филаделфији и у својој последњој борби са Спајдер Риком је победио. Иако невољан у почетку, Роки на крају пристаје на борбу, од које ће зарадити 150.000 долара. Роки пролази неколико недеља неортодоксног тренинга, који, између осталог, укључује коришћење говеђег меса као врећа за ударање.
Рокију касније прилази Мики Голдмил, бивши борац у бантам категорији, а сада тренер чију теретану Роки често посећује, у вези са његовим даљим тренингом. Роки у почетку скептичан, јер Мики раније није показивао велико интересовање да му помогне и сматрао га је протраћеним талентом, али на крају прихвата његову понуду.
Роки започиње романтичну везу са Адријан Пенино, стидљивом женом која хонорарно ради у продавници кућних љубимаца. Адријанин брат и Рокијев најбољи пријатељ, Поли, помаже Рокију да уговори састанак са његовом сестром и нуди му да буде његов асистент-тренер током борбе, али Роки одбија понуду. Поли постаје љубоморан на Рокијев успех, али Роки га умирује тако што пристаје да рекламира његов меснопрерађивачки посао у оквиру предстојеће борбе, и њих двојица се мире. Роки интензивно тренира за предстојећу борбу, док Крид није забринут за меч и улаже више труда у промоцију него у тренинг. Ноћ пре меча, Роки посећује арену и почиње да губи самопоуздање. Он признаје Адријан да не верује да може да победи, али настоји да издржи све рунде против Крида, што ниједан други борац није успео, како би се доказао свима.
Борба се одржава на Нову годину, а Крид прави драматичан улазак обучен као Џорџ Вашингтон, а затим као Ујка Сем. Искористивши његово претерано самопоуздање, Роки га обара у првој рунди, што је први пут да је Крид оборен. Посрамљен и забринут, Крид схвата Рокија све озбиљније до краја борбе, иако његов его никада не испарава у потпуности. Борба траје пуних петнаест рунди, при чему су оба борца задобила разне повреде: Роки, са ударцима у главу и отеченим очима, захтева да му се пресече десни капак да би вратио вид, док се Аполо, са унутрашњим крварењем и сломљеним ребром, бори да дише. Како се борба завршава, Кридовој супериорној вештини се супротставља Рокијева наизглед неограничена способност да апсорбује ударце и његово упорно одбијање да падне. Како се зачује последње звоно, оба борца се грле, обећавајући један другом да неће бити реванша.
Борба је изузетно добро прихваћена од стране спортиста и публике. Роки више пута дозива Адријан, који трчи док Поли одвлачи пажњу обезбеђења да јој помогне да уђе у ринг. Док промотер проглашава Крида за победника одлуком судија, Роки и Адријан се грле и признају љубав једно према другом, не марећи за исход борбе.

## Улоге
| Глумац            | Улога                     |
| ----------------- | ------------------------- |
| Силвестер Сталоне | Роберт „Роки” Балбоа      |
| Талија Шајер      | Адријана „Адријан” Пенино |
| Берт Јанг         | Поли Пенино               |
| Карл Ведерс       | Аполо Крид                |
| Берџес Мередит    | Мајкл „Мики” Голдмил      |
| Џо Спинел         | Тони Гацо                 |
| Тони Бертон       | Тони „Дјук” Еверс         |
| Педро Ловел       | Спајдер Рико              |
| Стен Шо           | „Биг Дипер” Браун         |
| Џо Фрејзер        | самог себе                |

## Занимљивости
Једна од најупечатљивијих сцена из филма које су ушле у филмску историју је она у којој Роки Балбоа трчи степеницама Музеја уметности у Филаделфији, где победнички подиже руке и скаче. Данас на том месту стоји скулптура филмског јунака.
Сталоне је прву верзију сценарија написао за 20 сати инспирисан дуелом између Мухамеда Алија и Чака Вепнера.